# Micasa Fastigheter
Micasa Fastigheter (officiellt Micasa Fastigheter i Stockholm AB) är ett fastighetsbolag som äger och förvaltar Stockholms stads omsorgsfastigheter. Micasa är ett dotterbolag till Stockholms Stadshus AB och förvaltar utöver omsorgsfastigheter även ett antal senior- och studentboenden. År 2018 ägde Micasa 118 fastigheter med totalt omkring 7 600 lägenheter. Micasas huvudkontor ligger vid Nordkapsgatan 3 i Kista. Micasa betyder mitt hem på Spanska.

## Historik
I början av 1990-talet beslöt Stockholms politiker att sammanföra stadens omsorgsfastigheter i ett bolag. Föregångaren till Micasa var ett dotterbolag inom AB Familjebostäder som döptes till FB Servicehus och bildades hösten 1999. I början av 2000-talet överfördes drygt 100 fastigheter från AB Svenska Bostäder, AB Stockholmshem och Gatu- och fastighetskontoret till FB Servicehus. Den första september 2005 blev FB Servicehus ett helägt dotterbolag till Stockholms Stadshus AB samtidigt ändrades bolagets namn till Micasa Fastigheter i Stockholm AB. Sedan 12 oktober 2015 är Maria Mannerholm VD för Micasa Fastigheter.

## Micasas fastigheter (urval)
I alfabetisk ordning:

- Adolf Fredrikshuset och Johanneshuset
- Dalahöjdens äldreboende
- Fruängsgårdens servicehus
- Guldbröllopshemmet
- Hemmet för gamla
- Kattrumpstullen 5
- Nya vårdhemmet
- Orhems gård
- Pettersbergsgården
- Stureby sjukhem
- Gröndals seniorboende

### Bilder, byggnader (urval)

Fastigheter i urval
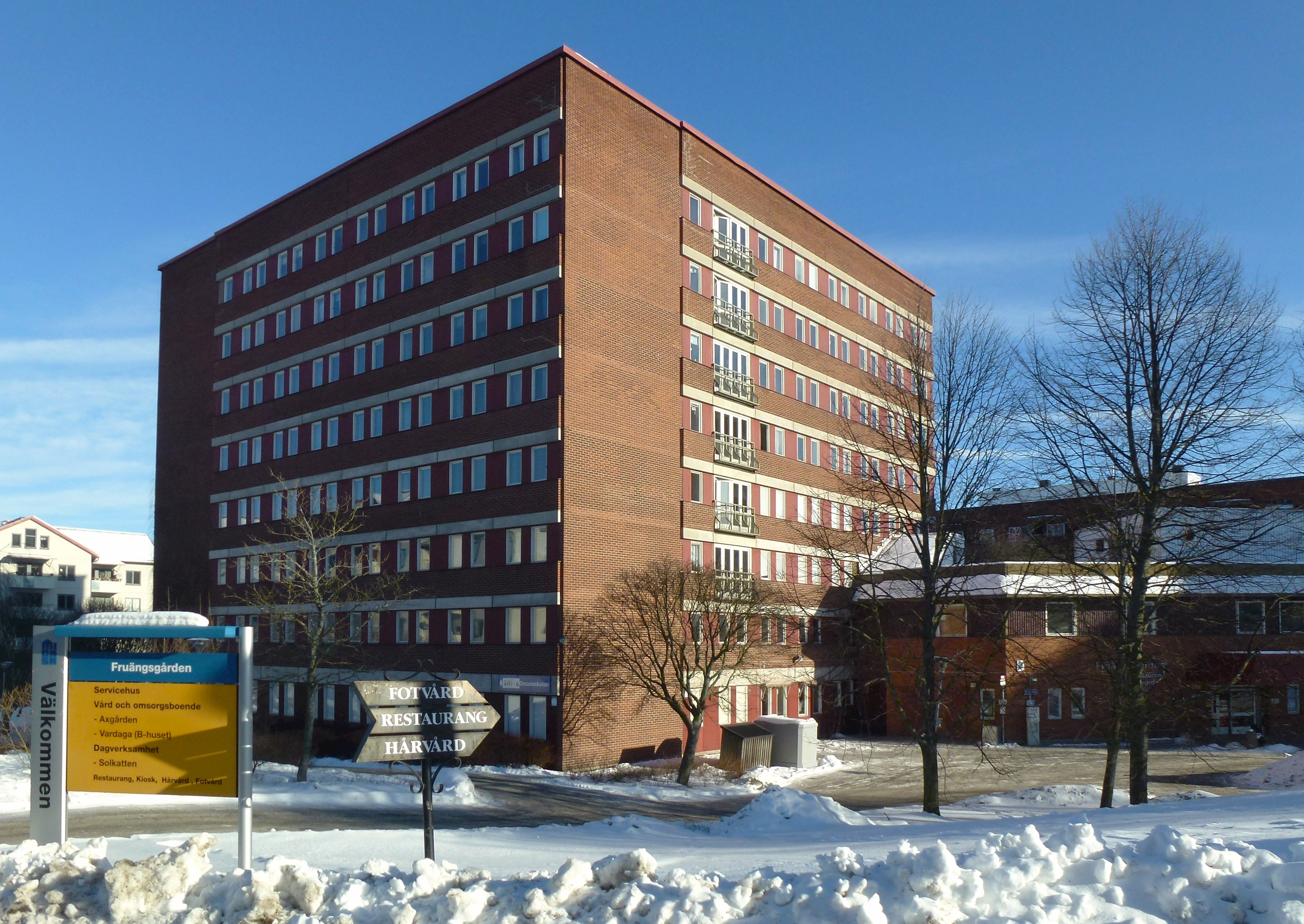
Fruängsgårdens servicehus
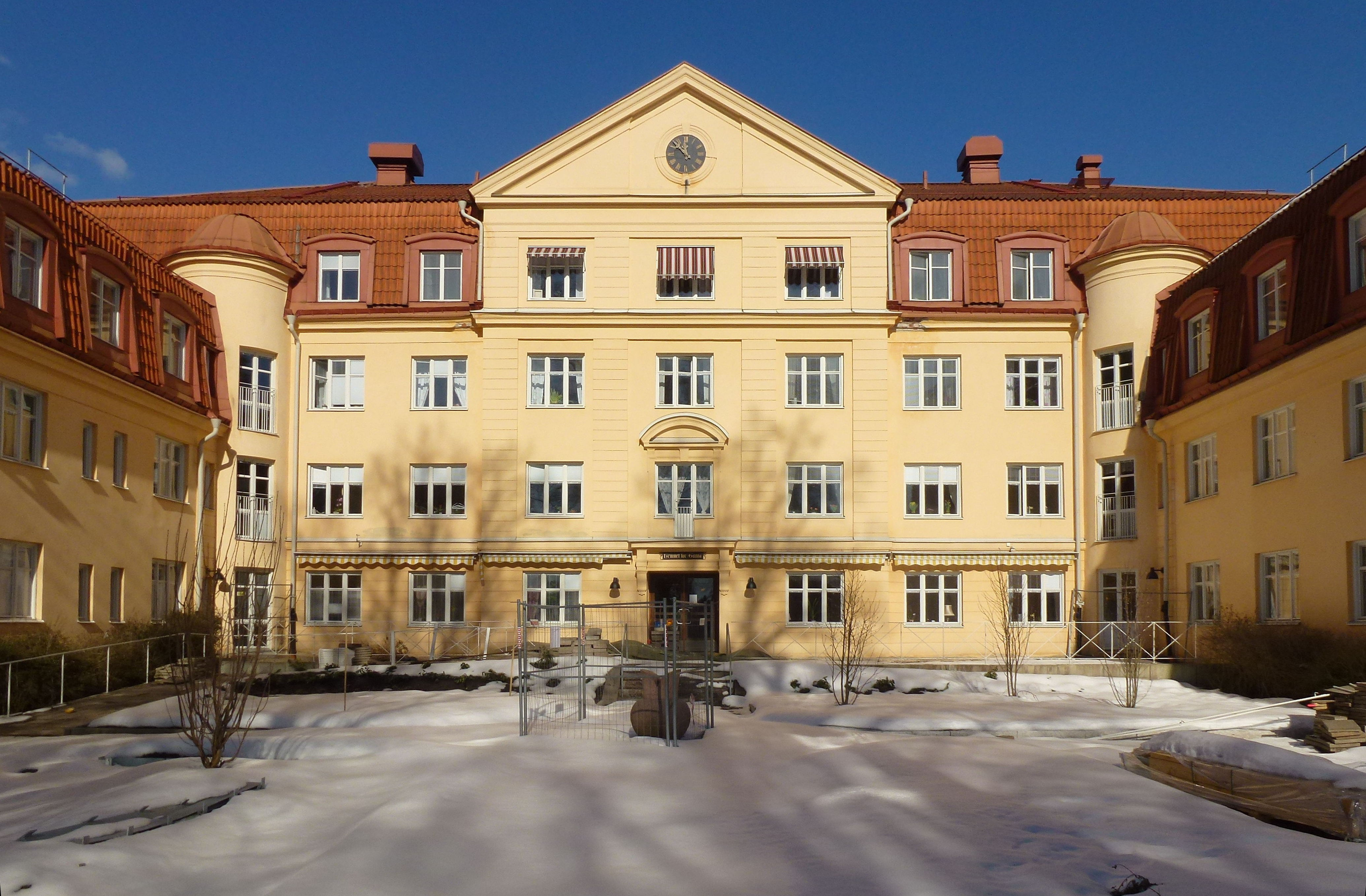
Hemmet för gamla
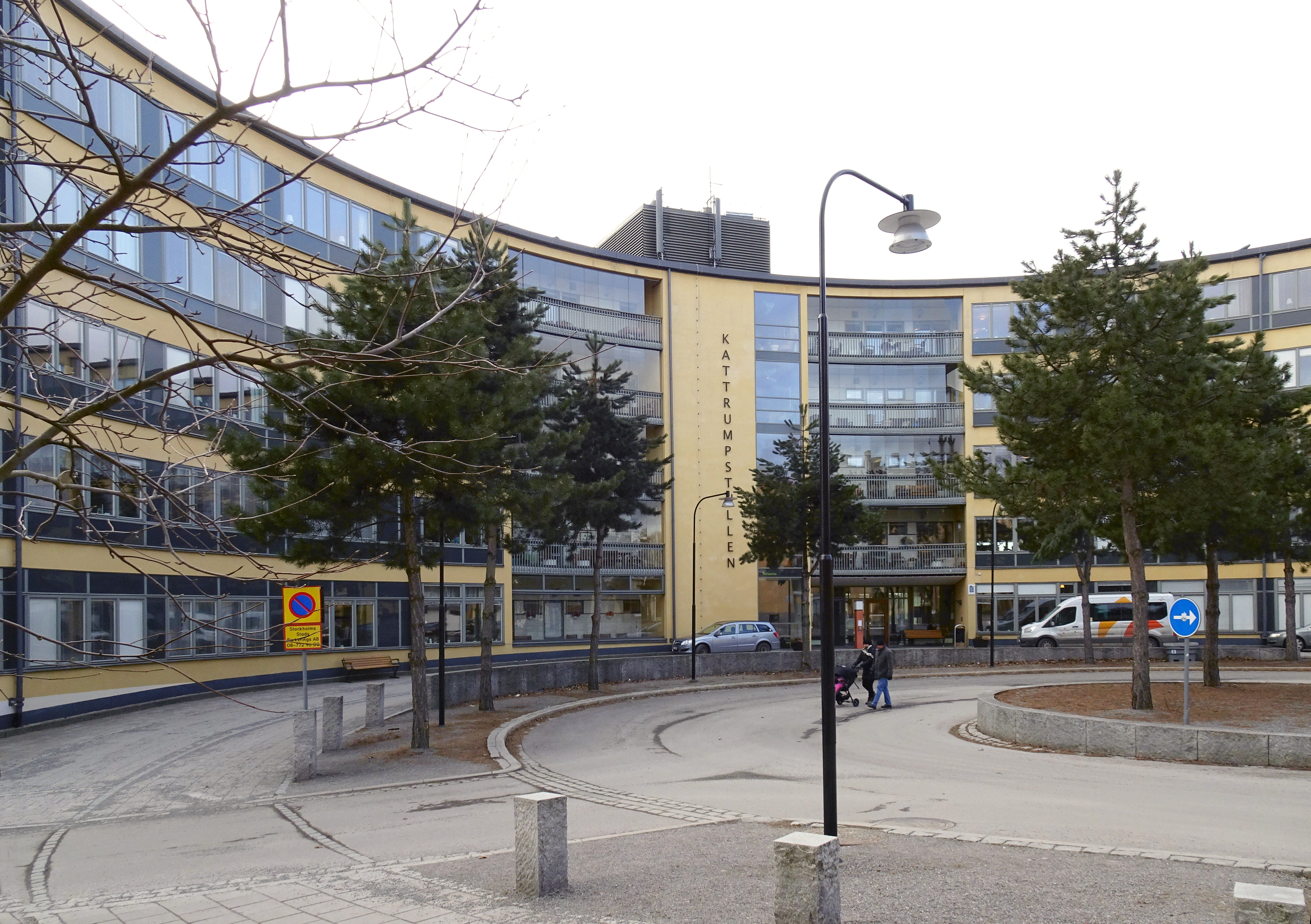
Kattrumpstullen 5
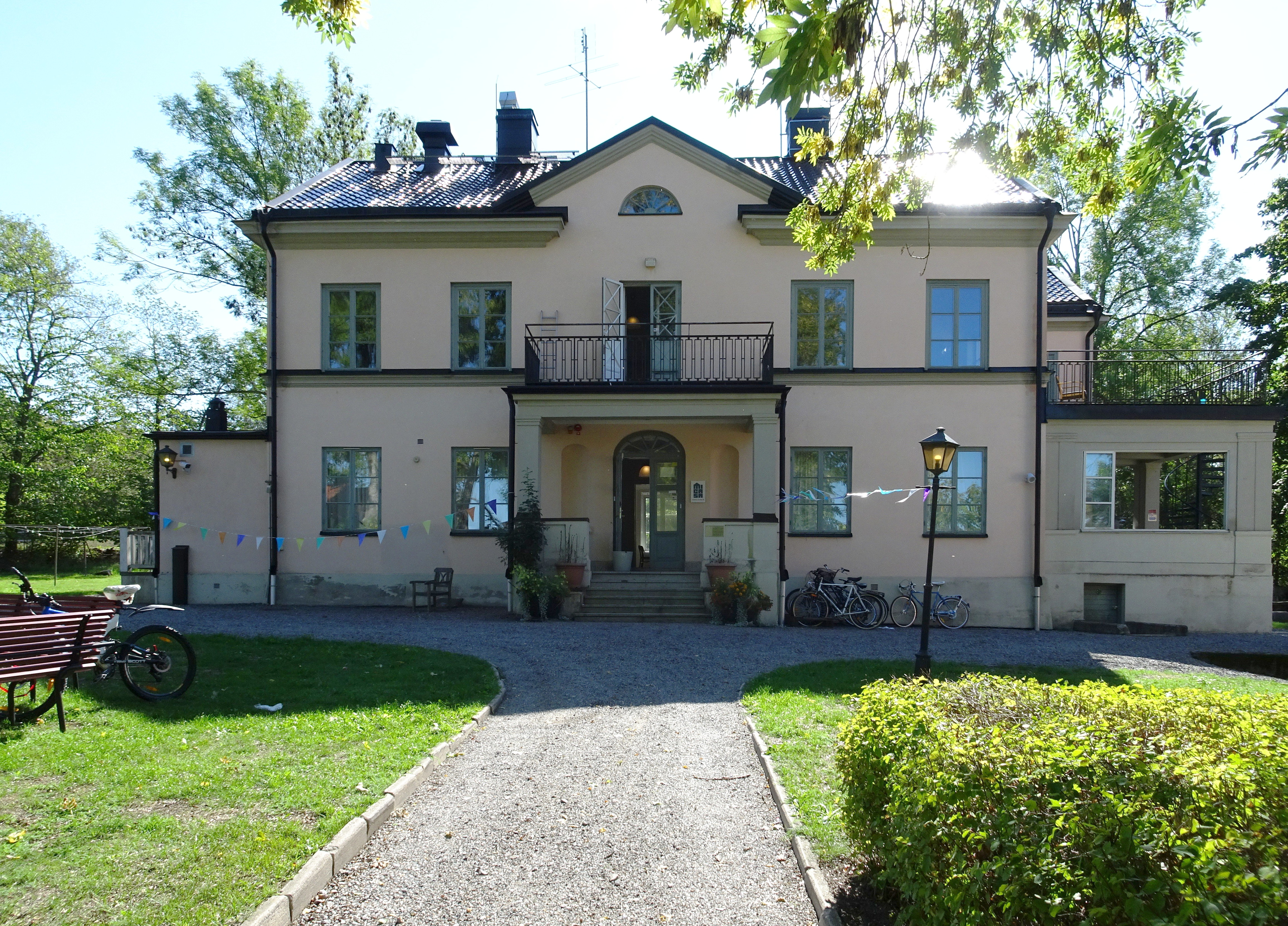
Orhems gård

Fastigheter i urval
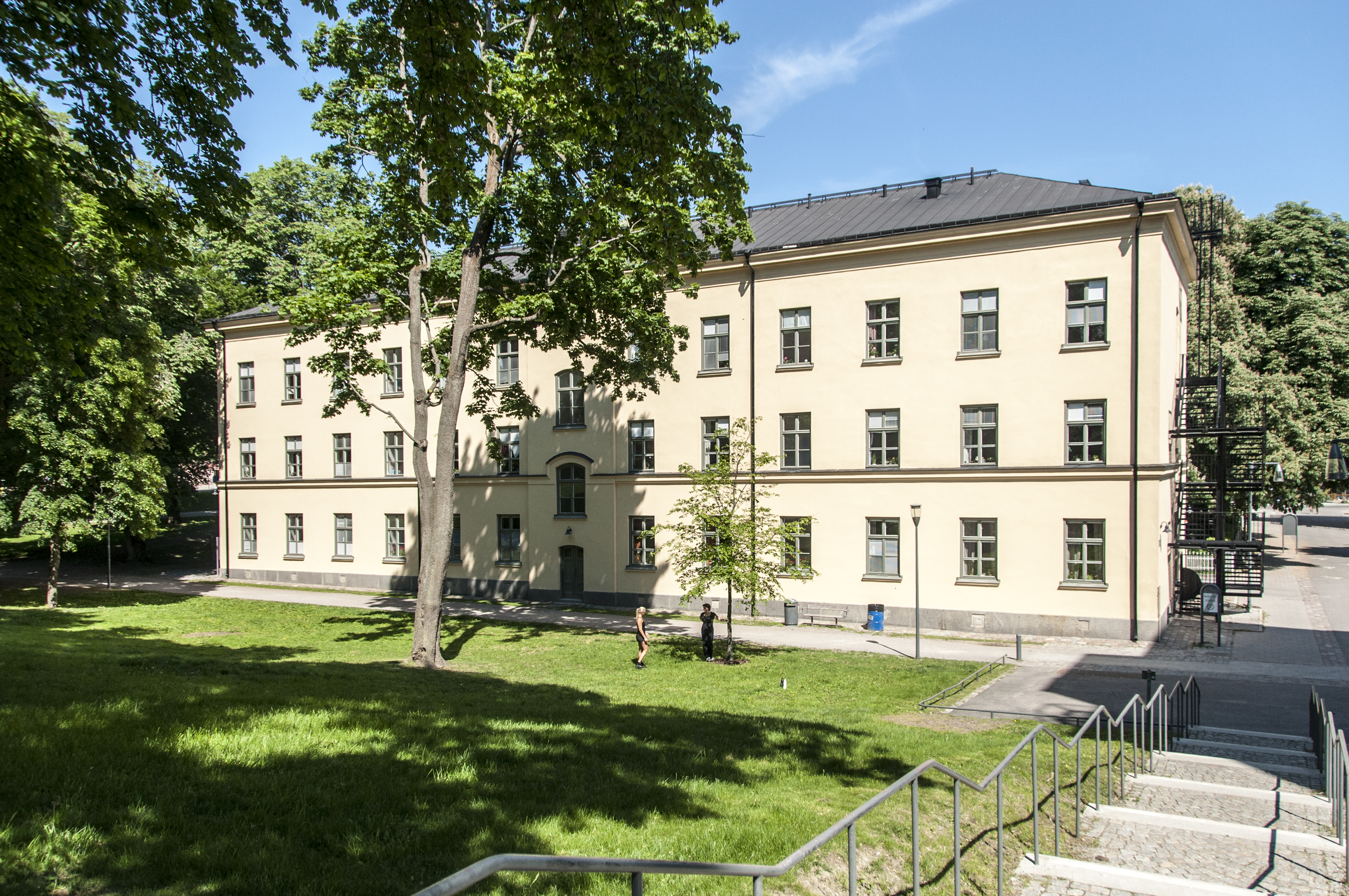
Adolf Fredrikshuset
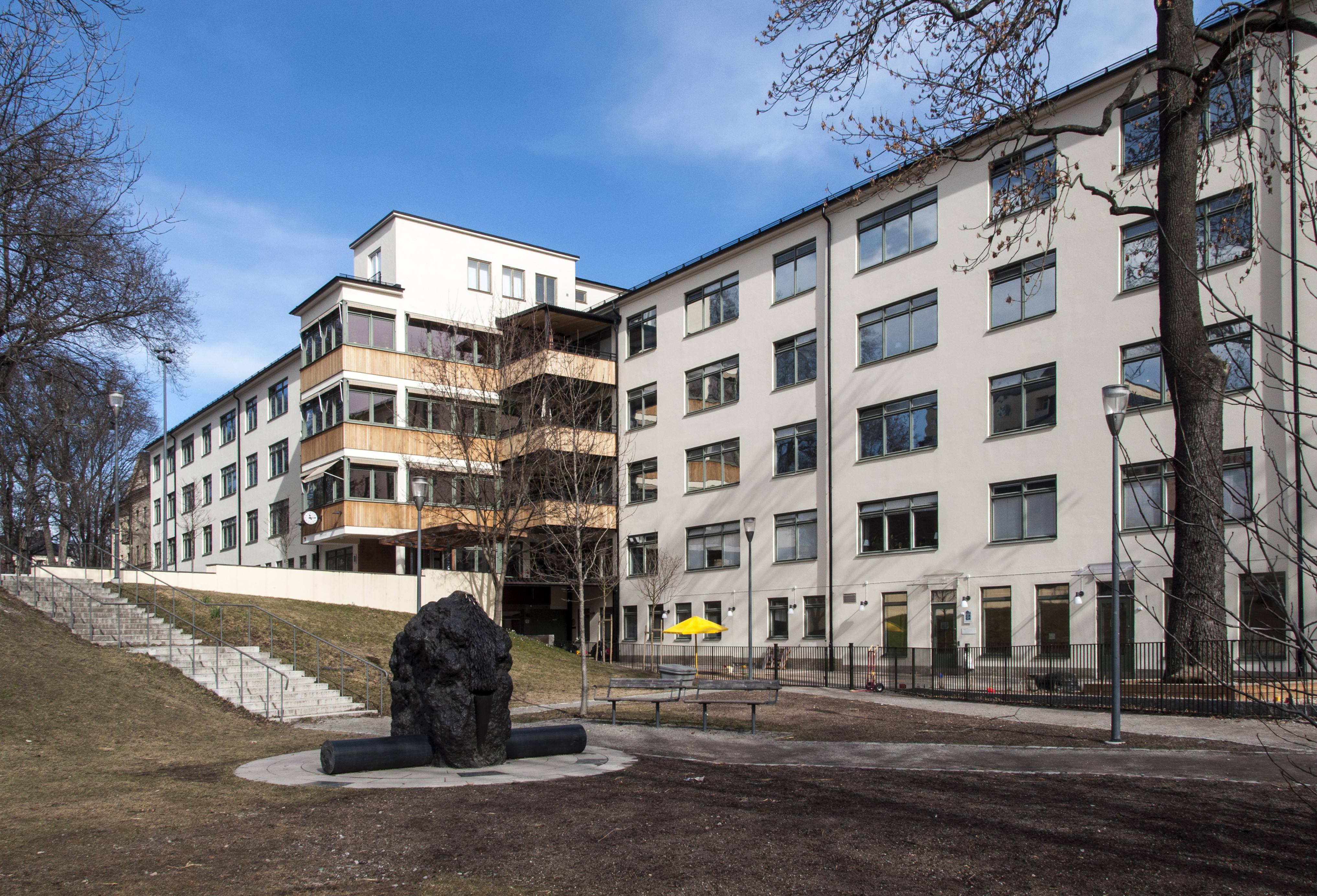
Nya vårdhemmet
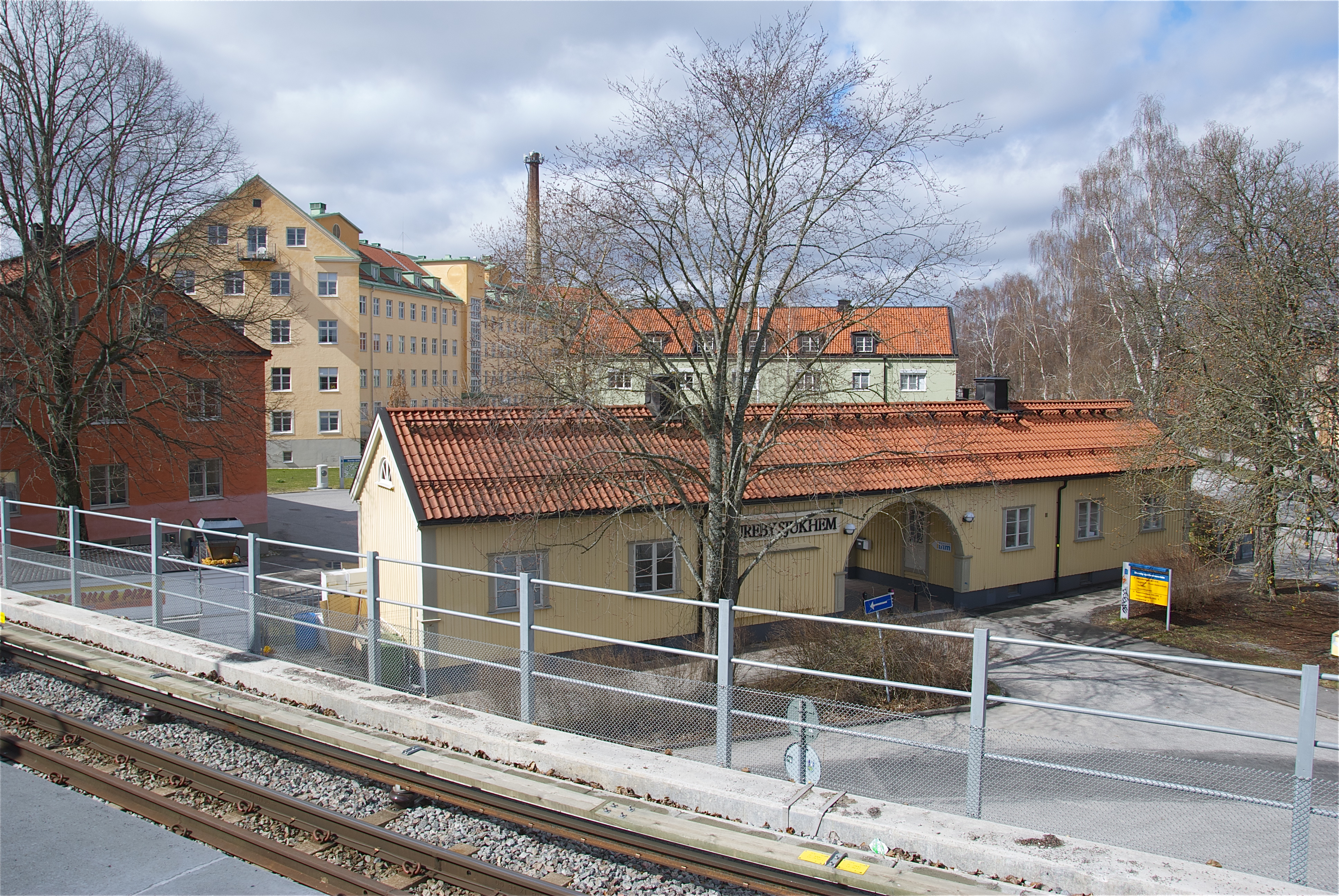
Stureby sjukhem
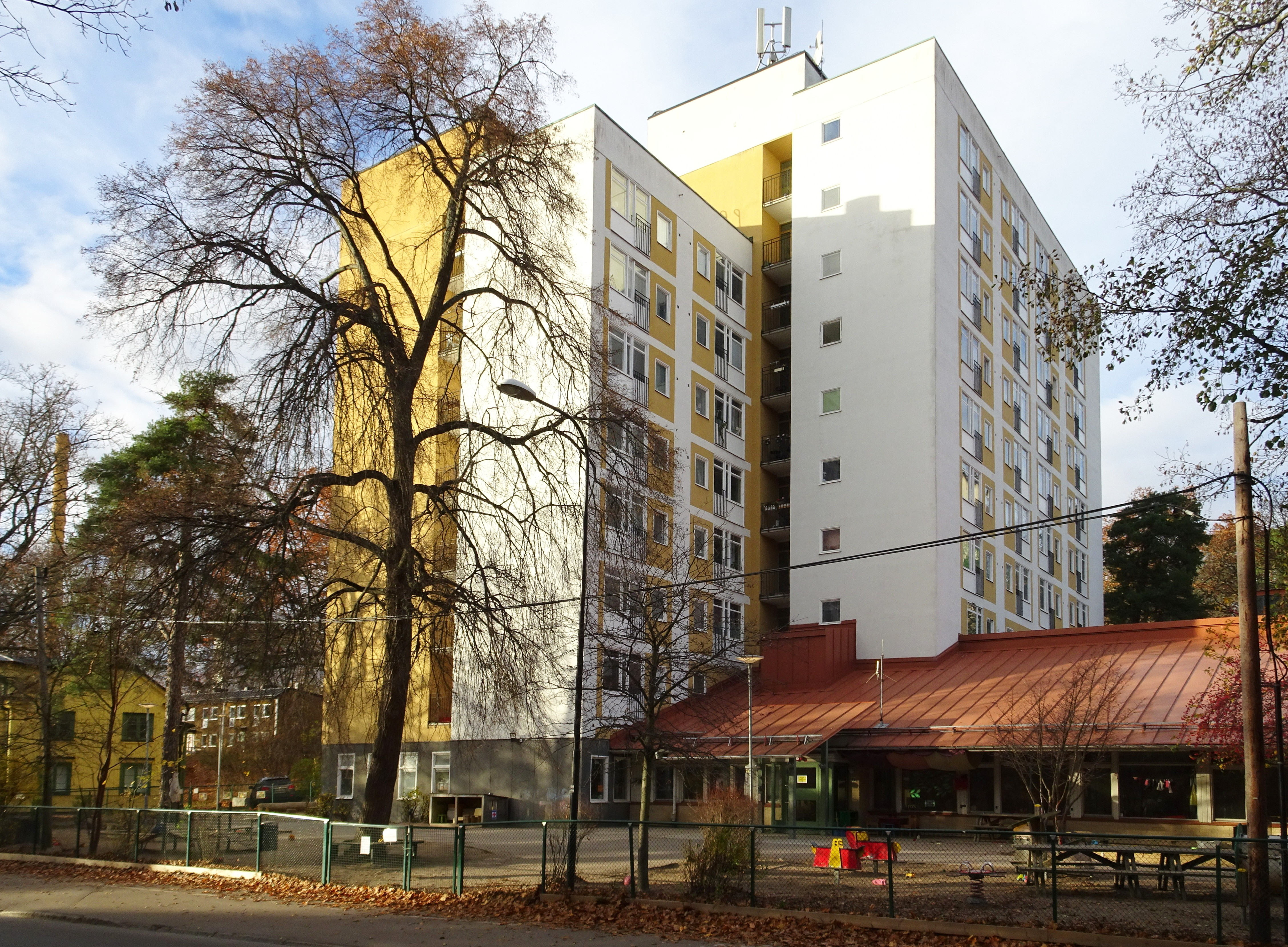
Gröndals seniorboende